# Halodiplosis oxyglumis
Halodiplosis oxyglumis är en tvåvingeart som beskrevs av Fedotova 1993. Halodiplosis oxyglumis ingår i släktet Halodiplosis och familjen gallmyggor.
Artens utbredningsområde är Kazakstan. Inga underarter finns listade i Catalogue of Life.